# Посёлок медико-инструментального завода
Посёлок медико-инструментального завода — посёлок сельского типа в Можайском районе Московской области, в составе городского поселения Можайск. В посёлке числится 10 улиц, работает Можайский медико-инструментальный завод (ММИЗ). До 2006 года посёлок входил в состав Кукаринского сельского округа.
Посёлок расположен в центральной части района, на правом берегу Москва-реки, примерно в 2,5 км к северо-западу от Можайска, высота центра над уровнем моря 191 м. Ближайшие населённые пункты — Москворецкая Слобода, Заречная Слобода и Тихоново.
Делится на две отдельные части - верхний и нижний.

## Население
| 2002 | 2006  | 2010  |
| ---- | ----- | ----- |
| 1063 | ↗1115 | ↘1052 |